# Martina Carrillo
Martina Carrillo (Ibarra, 1750) va ser una activista equatoriana que va defensar els drets del poble negre i es va rebel·lar contra l'esclavitud. Posteriorment, va ser reconeguda com a heroïna del poble afrodescendent.

## Trajectòria
Carrillo va néixer al "Valle del Chota", en una hisenda anomenada La Concepció, on treballava d'una forma forçada fins a iniciar la seva lluita per unes condicions dignes de vida per al seu poble. El gener de 1778, una delegació de persones africanes va fugir a Quito per reclamar al President Digujo els seus drets. Entre les reivindicacions d'aquesta comitiva tenia lloc una bona alimentació, vestimenta, així com dies lliures per treballar els seus horts, anomenats chacras. En tornar d'aquest viatge, la delegació va ser castigada severament.
La continuïtat de lluita del poble africà ho va dur a terme el fill de Carrillo de nom Francisco que va prosseguir la seva rebel·lió davant l'esclavitud. L'any 1807 de la mateixa forma que havia ocorregut amb la seva mare van ser castigats per reclamar els seus drets. Carrillo va ser precursora de la gran història de lluita dels pobles negres, ressaltant com la primera dona negra en la història equatoriana, reconeguda en Llatí americà com una dona amb coratge, per posar fi a l'esclavitud inhumana dels hisendats.

## Reconeixements
Carrillo va ser reconeguda per la seva lluita pels drets fonamentals del poble afroequatorià per part del Secretari Executiu de la Corporació de Desenvolupament Afro Equatorià (CODAE) José Chalá, va commemorar a Alonso d'Illescas i Martina Carrillo, herois del poble afrodescendiente a l'octubre del 2012.
En 2013, va ser inaugurat amb el nom de Martina Carrillo el primer CVBV pel Ministeri d'Inclusió Econòmica i Social "MIES".